# Utae
Utae（うたえ、2015年 - ）は、日本の女性歌手である。ラジオパーソナリティ、モデルとしても活動。

## 経歴
- 2015-2016　ラヂオつくば「伝音」ラジオパーソナリティ（終了）
- 2016-2017　ラヂオつくば「ウツギ・ウタエの音楽室」ラジオパーソナリティ（終了）
- 2016年7月　フラワーアーティスト相壁琢人個展「渇花」メインビジュアルモデル

## ディスコグラフィー

### シングル
- チェンダソング（2016年6月）
- RVR（2017年7月 ）
- Internet Magic（2017年10月）
- Supersonic（2018年5月）
- ＶICTORIA（2018年5月）
- Beautiful Hell（2019年1月）

### EP
- toi toi toi（2016年3月）
- Night Walk（2016年6月）[3]

### V.A
- ArtLism.JP VOL.7（2017年2月）

### 参加作品
- UN.a「Intersecting」（2015年9月）
  - 「Amateur」「arbos」「in many ways」「Adèle H.」にVocalで参加
- LASTorder「Cherish」（2016年11月）
  - 「Clockwork feat. Utae」に作詞/Vocalで参加
- Yuki Aida 「Animaux Endogène」（2016年12月）
  - Vocalで参加